# Reinder Lubbers
Reinder Arjan Lubbers (Deventer, 6 november 1984) is een Nederlands voormalig roeier en cricketer.
Lubbers roeide voor GSR Aegir en was bij de Olympische Zomerspelen 2008 aanvankelijk aangewezen als reserve voor de Holland acht. Vanwege een blessure van Olivier Siegelaar mocht Lubbers in de herkansingsronde roeien en de boot plaatste zich voor de finale. Daarin werd, met wederom Siegelaar voor Lubbers, een vierde plaats behaald. Lubbers was voorzitter van de Koninklijke Nederlandsche Studenten Roeibond en bestuurder bij KARZV De Hoop.
Hij was ook actief in het cricket. Zijn vader Steven Lubbers was aanvoerder van het Nederlands cricketteam en Lubbers won samen met zijn broer Victor in 2011 het landskampioenschap en de beker met VRA. Lubbers studeerde economie aan de Rijksuniversiteit Groningen en is werkzaam in de financiële dienstverlening. Lubbers was in 2019 met Victor kandidaat van het spelprogramma Lingo.